# Шаргунов, Александр Иванович
Александр Иванович Шаргунов (род. 31 декабря 1940, посёлок Труд № 4, Нагорский район, Кировская область) — священнослужитель Русской православной церкви, митрофорный протоиерей, настоятель московского храма святителя Николая в Пыжах, глава общественного комитета «За нравственное возрождение Отечества». Публицист. Отец писателя Сергея Шаргунова.

## Биография
В 1958—1960 годах учился на журфаке УрГУ, откуда был отчислен «за пьянство и преклонение перед иностранщиной». В 1961 году поступил в Московский государственный педагогический институт иностранных языков имени М. Тореза, который окончил в 1967 году (владеет свободно английским и французским языками). Занимался поэтическими переводами.
В 1965 году принял крещение.
С 1967 по 1968 годы работал переводчиком в Госконцерте. С 1971 по 1975 год работал в Загранпатенте при комитете по изобретениям СССР.
С 1974 года по 1976 годы прислуживал в московском храме Рождества Иоанна Предтечи на Пресне. Именно в период пономарства в этом храме, настоятелем которого был протоиерей Николай Ситников, Александр Шаргунов окончательно определил свой дальнейший путь.
В 1976 году, сдав экзамены за 1-й и 2-й классы, был принят в 3-й класс Московской духовной семинарии. По окончании 3-го класса сдал экзамены за 4-й класс и был принят на первый курс Московской духовной академии (МДАиС) в 1977 году.
27 марта 1977 года был рукоположён в сан диакона, а 21 мая того же года и в сан священника.
В 1978 года по причине жизненных обстоятельств, прежде всего из-за пастырского служения, перевёлся на заочное обучение. Служил в храме во имя иконы Божией Матери «Всех скорбящих Радость» на Большой Ордынке.
В 1982 году окончил Московскую духовную академию со степенью кандидата богословия, защитив диссертацию на тему: «Догмат в христианской жизни».
В 1986 году был возведён в сан протоиерея.
С 1 сентября 1989 года — преподаватель Московской духовной академии и семинарии. В эти годы он преподавал Священное Писание и одновременно занимался активной общественной деятельностью.
13 ноября 1990 года назначен настоятелем храма святителя Николая Чудотворца Мирликийского в Пыжах.
1 февраля 1992 года уволен из Московской духовной академии и семинарии (МДАиС) «в связи с пастырским служением». Однако после освобождения от должности ректора епископа Александра (Тимофеева) 1 сентября 1992 года восстановлен в должности преподавателя Священного Писания Нового Завета в МДАиС.
Резко обличал разгон Верховного Совета России в октябре 1993 года. Был сторонником канонизации Николая II и его семьи, критиковал «сергианство» и советскую власть.
В апреле 1994 года создал общественный комитет «За нравственное возрождение Отечества» и занял в нём пост председателя (члены — писатели Валентин Распутин, Владимир Крупин, Василий Белов, певица Лина Мкртчян и другие общественные деятели; заместитель председателя — священник РПЦЗ (позднее РПЦЗ(В)) Стефан Красовицкий).
На президентских выборах 1996 года поддержал Геннадия Зюганова «как лидера всех нравственно-здоровых сил общества», в связи с чем публицист Максим Соколов выступил с резкой критикой его взглядов, охарактеризовав их как «хлыстовское вероучение, издавна мимикрировавшее под христианство».
11 мая 1998 года Союз «Христианское Возрождение», Комитет «За нравственное возрождение Отечества», «Союз православных хоругвеносцев», «Общество защиты нравственности» провели совместный митинг («молитвенное стояние») против закона «Об ограничении оборота продукции, услуг и зрелищных мероприятий сексуального характера», продвигавшийся Станиславом Говорухиным, на нём выступали священники: Александр Шаргунов, Владимир Сахаров, Артемий Владимиров, Константин Буфеев, Валерий Гурин.
В январе 2003 году, по утверждению ряда СМИ, организовал разгром художественной выставки «Осторожно, религия!».
Выступил против канонизации Иоанна Грозного и Григория Распутина. Активный сторонник канонизации Евгения Родионова.
Отец Александр регулярно выступал с проповедями на православном радио «Радонеж», в журнале «Русский Дом» отвечает на письма читателей, является составителем шести сборников «Чудеса Царственных Мучеников», автором многочисленных книг.
7 апреля 2012 года в храме Христа Спасителя патриархом Кириллом был удостоен права ношения митры.
Указом патриарха Кирилла за усердное служение Церкви к празднику Святой Пасхи 2021 года был удостоен богослужебно-иерархической награды — права служения Божественной литургии с отверстыми Царскими вратами до «Херувимской песни».

## Взгляды
В событиях сентября-октября 1993 года в Москве Александр Шаргунов видел знак «тайны беззакония» и «репетицию конца света» («Новый виток „тайны беззакония“» в газете «Русский вестник», 1993). В 1998 году Шаргунов и его единомышленники, принимавшие участие в октябре 1993 года в защите «Белого дома», стали критиковать саму церковь, утверждая, что никакого религиозного возрождения в России не происходит, но в церковь проникла «тайна беззакония». Они считали настоящее время «апокалипсическим», находили признаки близости Второго пришествия и заявляли об изощрённых гонениях на Церковь. Шаргунов неоднократно вспоминал об отступлении от православия архиереев, поскольку это было одним из признаков апокалипсического времени. В 2000 году он выпустил книгу о близком конце света. Автор ожидал окончательной реализации «тайны беззакония» и прихода антихриста в виде восстановленной монархии. Россия понималась им как последний оплот истины, подвергающийся атакам злых сил, отождествляемых им с «тайным Синедрионом, вдохновлявшимся Дьяволом». Антихристом он считал иудейского Мессию и писал о простодушии русского народа, не знающего о нависшей над ним угрозе и нуждающегося в мудром царе. «Новый мировой порядок» и «единое мировое правительство» он трактовал в качестве «сатанизма», связанного с масонами. В этом им усматривалась реализация пророчеств о приближении прихода антихриста. Иудеям в этой книге уделялось скромное место. В другой книге (2004) он акцентировался на высокой доле евреев в органах власти и ЧК в первые годы советской власти, в связи с чем вспоминал слова о «человеке беззакония» и «колене Дановом». Шаргунов считал, что это не относится к еврейскому народу в целом, напоминая, что Христос и апостолы также происходили из евреев. Однако затем в духе «Протоколов» он писал о устремлённости иудаизма к мировому господству.
В 2010 году протоиерей Александр Шаргунов называл поступью «тайны беззакония» и наступлением «тайны запустения» провокативные произведения современного искусства.

## Публикации
- Празднество в Скорбященском храме в Москве // Журнал Московской Патриархии. — 1979. — № 2. — С. 12.
- Догмат в христианской жизни // Троицкое слово. — 1990. — № 3. — С. 14—25.
- О милосердном самарянине (в Неделю 25-ю по Пятидесятнице (Лк. 10, 25-37)) // Журнал Московской Патриархии. — 1990. — № 7. — С. 51—52.
  - O милосердном самарянине // Лоза: сборник. Вып. 2. — Вильнюс: Виленско-Литовская епархия, 1991. — 100 с. — С. 29—34
- Только любовь зряча: О христианском воспитании детей // Детская литература. — 1990. — № 12. — C. 4—7.
- Пастыри Церкви о проповеди // Журнал Московской Патриархии. — 1991. — № 1. — С. 54—55.
- «Когда я немощен, тогда силён» // Литературное обозрение. — 1991. — № 4. — С. 22—25.
  - «Когда я немощен, тогда силён» (Заметки на полях «Жития преподобного Сергия» Екатерины II) // Православная беседа. — 1992. — № 8—9. — С. 38—41.
- Меч херувимский (догмат в христианской жизни) // Журнал Московской Патриархии. — 1994. — № 4. — С. 24—32.
- Слово на праздник Рождества Пресвятой Богородицы // Журнал Московской Патриархии. — 1995. — № 9-10. — С. 58—59.
- Слово в день памяти новых мучеников и исповедников Российских // Новый мученик за Христа воин Евгений. — М.: Издат. дом «Новая книга», 1995. — 61 с. — ISBN 5-7850-1868-1
- О 136-м псалме // Москва, 1996, февраль. — М.: [б. и.], 1996. — 224 с. — С. 186—187
- Предисловие // Бехтеев С. Песни русской скорби и слёз. — М.: Новая книга, 1996. — 80 с. — ISBN 5-7850-0024-5
- Невидение духовной реальности (ответ профессору А. И. Осипову) // Русский вестник. — 1998. — № 44-45.
- О значении канонизации Царственных мучеников // Не прикасайтесь Помазанным Моим: летопись мироточивой иконы Царя Мученика Николая II Александровича / авт.-сост. А. В. Дьякова; [авт. предисл. протоиерей Александр Никулин]. — СПб.: Знаки, 2001. — 532 с. — 10 000 экз. — ISBN 5-93113-006-3.
- Г. Распутин: опасность разделения в Церкви // Благодатный огонь. 2003. — № 10. — С. 19-24.
- О духовном дневнике протоиерея Григория Пономарёва // Печаль ваша в радость будет. — М.: Руссkiй Хронографъ, 2003. — 446 с. — ISBN 5-85134-038-X
- Послесловие // Святой Николай Чудотворец. Современные чудеса: светлой памяти старца Николая Гурьянова с острова Залита. — СПб.: Издательский дом «Нева»; М.: ОЛМА-ПРЕСС, 2003. — 285 с. — (Великие святые). — 5000 экз. — ISBN 5-7654-2428-7, ISBN 5-94846-098-3.
- Прочное дело жизни // Русский дом. 2004. — № 4 — С. 18—19.
- Она была щедро одарена жизнью // Встреча: Культурно-просветительская работа. — 2004. — № 9. — С. 34—35.
- Отзыв на канд. дисс. иерея Сергия Дробы на тему: «Проблема воспитания детей и молодежи в русской церковной литературе новейшего периода (1917—1990 гг.)» // Богословский вестник. 2004. — №. 4. — С. 524—528.
- 7 апреля Благовещение Пресвятой Богородицы // Русский дом : журн. — 2005. — № 4. — С. 2-3
- Святой Патриарх: 80 лет со дня праведной кончины святителя Тихона, Патриарха Московского и всея Руси // Русский дом. — 2005. — № 4. — С. 4-6.
- Её душа была истинно русской : 22 апреля // Русский дом. — 2005. — № 4. — С. 48-49.
- По стопам Игумена земли Русской // Русский дом. 2007. — № 7. — С. 30—31.
- Светильник Христов: Заветы святителя Филарета // Русский дом: журнал. 2007. — № 12 — C. 24—26.
- Архиепископ Марсель Лефевр. Вступительная статья // Они предали Его: От либерализма к отступничеству. — СПб.: Издательство «Владимир Даль», 2007. — 350 с.
- О Церкви, России, нравственном мире // О блудной страсти: святые отцы и современные пастыри о грехе плотской нечистоты. — СПб.: Сатис: Держава, 2008. — 140 с.
- Божий избранник // Русский дом. 2008 — № 2. — С. 18—20.
- День рождения нашего Царя: Святой праведный Иов и Царь — мученик Николай II // Русский дом. 2008 — № 5. — С. 8—10.
- Убийство Помазанника Божия: 90 лет назад в Екатеринбурге по приговору Уральского областного совета были расстреляны последний Российский Император Николай II и его Семья. 17 июля 1918 год // Русский дом. 2008. — № 7 — С. 24—26.
- По дороге к Вифлеему // Русский дом. 2008. — № 11. — С. 30—31.
- Пастырь и пастух // Русский дом. 2008. — № 12. — С. 4—6.
- Тайна родства со Христом: 2008-й год святого праведного Иоанна Кронштадтского // Русский дом. 2008 — № 12. — С. 30—31.
- Мир без православной монархии // Православное Приволжье: Журнал Поволжских епархий. 2008. — № 4. — С. 18—33.
  - Мир без православной монархии // Имперское возрождение: Журнал политической аналитики. 2009. — № 2 (22). — С. 2—11.
- «Евангелизация» мира и «культурная революция» в Церкви // Имперское возрождение: Журнал политической аналитики 2009. — № 1 (21). — С. 51—58.
- Между Тайной Вечерей и Крестом Голгофы // Русский дом. 2009. — № 9. — C. 32—33.
- «Добродетель не груша»: (из наставлений преподобного Амвросия Оптинского) // Русский дом. 2009. — № 10 — С. 24—26.
- Вместе с Ангелами // Русский дом. — 2009. — № 11. — С. 2—3.
- Суд об Отечестве нашем // Русский дом. — 2009. — № 11. — С. 6
- Грех // Русский дом. — 2010. — № 3. — С. 6-7
- Суббота Акафиста // Русский дом. — 2010. — № 3. — С. 17
- Между толерантностью и любовью : (о нашем миссионерстве) // Москва. — 2010. — № 8. — С. 228—231
- «Тело я, и ничего больше» // Москва. — 2010. — № 11. — С. 224—226
- Перед выбором, решающим всё // Русский дом. — 2010. — № 10. — С. 4-5
- Пантелеимон значит всемилостивый // Русский дом. — 2010. — № 11. — С. 49
- Святой, который любит всех радовать // Русский дом. — 2010. — № 12. — С. 4-5
- Мы крещены его крещением // Русский дом. — 2011. — № 1. — С. 3
- Долг и любовь // Русский дом. — 2011. — № 2. — С. 12-13
- «Обезьяна бога» // Русский дом. — 2011. — № 2. — С. 44-45
- Жизнь со Христом // Русский дом. — 2011. — № 3. — С. 6-7
- Бог сходит с небес // Русский дом. — 2011. — № 4. — С. 2
- Пасха Христова принадлежит всем // Русский дом. — 2011. — № 4. — С. 3
- Хорошо умереть на Пасху // Русский дом. — 2011. — № 4. — С. 6-7
- Чудеса царственных мучеников // Славянка. — 2011. — № 4 (34). — С. 32-37
- Макиавелли святой государь Николай II // Русский дом. — 2011. — № 5. — С. 22-23
- Восхождение к Богу // Русский дом. — 2011. — № 5. — С. 38-39
- Грех как норма и первородный грех // Русский дом. — 2011. — № 7. — С. 30-31
- Сила заступничества пречистой : 21 сентября — Рождество Пресвятой Богородицы // Русский дом. — 2011. — № 9. — С. 2
- «Кресту твоему поклоняемся, Владыко»: 27 сентября — Воздвижение Креста Господня // Русский дом. — 2011. — № 9. — С. 3
- Уроки святого Иоанна Предтечи : 11 сентября — усекновение главы Крестителя Господня Иоанна // Русский дом. — 2011. — № 9. — С. 6
- Тайна Всемилостивого заступничества : 14 октября — Покров Пресвятой Богородицы // Русский дом. — 2011. — № 10. — С. 2-3
- Космический мираж // Русский дом. — 2011. — № 10. — С. 32-33
- Высота Христовой победы // Русский дом. — 2011. — № 6. — С. 2
- «Ты ли тот, который должен прийти?» // Русский дом. — 2011. — № 6. — С. 3
- Источник воды живой // Русский дом. — 2011. — № 6. — С. 5
- Человек родился в мир : 7 июля — Рождество Предтечи и Крестителя Господня Иоанна // Русский дом. — 2011. — № 7. — С. 2-3
- Узнать истину и жить по ней : 12 июля — память святых первоверховных апостолов Петра и Павла // Русский дом. — 2011. — № 7. — С. 4
- Царство Божие, пришедшее в силе // Русский дом. — 2011. — № 8. — С. 2
- Быть христианином — значит следовать за Христом / Протоиерей Александр Шаргунов // Русский дом. — 2011. — № 8. — С. 3
- Заря церкви торжествующей // Русский дом. — 2011. — № 8. — С. 37
- «Господь мой и Бог мой» : 19 октября — память апостола Фомы // Русский дом. — 2011. — № 10. — С. 43
- «Ускорим на молитву и потщимся на покаяние»: 4 ноября — праздник Казанской иконы Божией Матери // Русский дом. — 2011. — № 11. — С. 2
- Безчисленны имена усопших : 5 ноября — Димитриевская родительская суббота // Русский дом. — 2011. — № 11. — С. 3
- Радуйтесь, что имена ваши написаны на небесах : 21 ноября — Собор Архангела Михаила // Русский дом. — 2011. — № 11. — С. 24-25
- Введение в тайну Рождества Христова / Протоиерей Александр Шаргунов // Русский дом. — 2011. — № 12. — С. 2
- Человек, который готов занять второстепенное место // Русский дом. — 2011. — № 12. — С. 3
- Час опасности — час истины // Русский дом. — 2011. — № 12. — С. 38
- Предисловие // Летопись жизни и деятельности Благоверной Великой Княгини Елисаветы Феодоровны, основательницы Марфо-Мариинской обители милосердия, в хронике событий. — М., 2011. — 614 с.
- Праздник света // Русский дом. — 2012. — № 2. — С. 2
- Блаженны изгнанные правды ради // Русский дом. — 2012. — № 2. — С. 3
- Кто из них первый? // Русский дом. — 2012. — № 2. — С. 36-37
- Призвание к служению: 4 марта — Торжество Православия // Русский дом. — 2012. — № 3. — С. 2-3
- Не только Царство Божие, но и правда Его // Русский дом. — 2012. — № 3. — С. 32-33
- Великий пост — время врачевания // Русский дом. — 2012. — № 3. — С. 46-47
- О верности кресту Христову: о подвиге убиенного воина Евгения Родионова // Православная беседа. — 2012. — № 3. — С. 44-47
- Заря Пасхи и дня Господня: 7 апреля — Благовещение Пресвятой Богородицы. Лазарева суббота // Русский дом. — 2012. — № 4. — С. 2
- Царь славы : 8 апреля — Вход Господень в Иерусалим // Русский дом. — 2012. — № 4. — С. 3
- После того, что мы пережили в пасхальную ночь // Русский дом. — 2012. — № 4. — С. 6
- Ходатаи за землю Русскую // Славянка. — 2012. — № 4 (40). — С. 26-29
- Путеводный свет // Русский дом. — 2012. — № 5. — С. 2
- «Иоанническая письменность» // Русский дом. — 2012. — № 5. — С. 3
- «Мы видим, потому что Бог видит нас» // Русский дом. — 2012. — № 5. — С. 4-5
- «Красота греха» и современная культура // Православная беседа. — 2012. — № 5. — С. 87-91
  - «Красота греха» и современная культура // Москва. — 2012. — № 11. — С. 226—231
- Вдохновимся мужеством наших святых // Русский дом. — 2012. — № 6. — С. 3
- Хотя Русь была призвана ко Христу последней : 17 июня // Русский дом. — 2012. — № 6. — С. 14-15
- «Скажи нам, когда это будет»: к слухам о конце света // Православная беседа. — 2012. — № 6. — С. 66-69
- Восхождение к тайне креста и любви // Русский дом. — 2012. — № 7. — С. 4-5
- Святой Архиерей // Русский дом. — 2012. — № 7. — С. 38-39
- Человек рождается, чтобы соединиться с богом // Русский дом. — 2012. — № 7. — С. 2
- Путь, ведущий на небо // Русский дом. — 2012. — № 8. — С. 2
- Самый великий подвиг для христианина // Русский дом. — 2012. — № 8. — С. 4-5
- Тайна смерти в свете Богородичной Пасхи // Русский дом. — 2012. — № 8. — С. 43
- Экстремизм и сатанизм — наш общий враг // Москва. — 2012. — № 8. — С. 230—236
- Божия Матерь ходатайствует за нас // Русский дом. — 2012. — № 9. — С. 2
- Все его слова как одно слово — Любовь // Русский дом. — 2012. — № 9. — С. 38
- Праздник славы Креста // Русский дом. — 2012. — № 9. — С. 39
- Чтобы никто не отчаивался в своих грехах // Русский дом. — 2012. — № 10. — С. 3
- С Богом! // Русский дом. — 2012. — № 10. — С. 14
- Любовь ко Христу — благая часть // Русский дом. — 2012. — № 10. — С. 34
- «Красота греха» и современная культура // Русский дом. — 2012. — № 10. — С. 42-44
- «Тайна благочестия» и «тайна беззакония» // Русский дом. — 2013. — № 1. — С. 2
- Между толерантностью и любовью // Русский дом. — 2013. — № 2. — С. 4-5
- Как исполнить всю правду // Русский дом. — 2013. — № 1. — С. 3
- Тайна послушания // Русский дом. — 2013. — № 1. — С. 34-35
- Праздник света // Русский дом. — 2013. — № 2. — С. 2
- Кто более угоден Богу? // Русский дом. — 2013. — № 2. — С. 39
- Чудо Державной иконы // Русский дом. — 2013. — № 3. — С. 8-9
- «Скажите нам, когда это будет» // Русский дом. — 2013. — № 3. — С. 24-25
- «Да будет мне по слову твоему» // Русский дом. — 2013. — № 4. — С. 2
- Дар Божий: 400 лет со дня благословения на царство династии Романовых // Русский дом. — 2013. — № 3. — С. 2-3
- Мы твой виноградник, Господи / Протоиерей Александр Шаргунов // Русский дом. — 2013. — № 4. — С. 36-37
- Что значит Бог для нас / Протоиерей Александр Шаргунов // Русский дом. — 2013. — № 4. — С. 3
- Надеющиеся на Господа не постыдятся // Русский дом. — 2013. — № 5. — С. 2-3
- Праздник победы, одержанной на Кресте. Свершилось! // Русский дом. — 2013. — № 5. — С. 4-5
- Царь — тот, кто мешает // Русский дом. — 2013. — № 5. — С. 43
- Долг и любовь: памяти протоиерея Анатолия Чистоусова // Москва. — 2013. — № 2. — С. 235—237
- Время ожидания // Русский дом. — 2013. — № 6. — С. 2
- Со страхом и трепетом преклоним колена // Русский дом. — 2013. — № 6. — С. 3
- Чтобы все стали учениками Христовыми // Русский дом. — 2013. — № 6. — С. 32-33
- Врата ада не одолеют Церковь // Русский дом. — 2013. — № 7. — С. 2-3
- Пойте Богу разумно // Русский дом. — 2013. — № 7. — С. 5
- Новая слава Христова в Церкви // Русский дом. — 2013. — № 7. — С. 20-21
- Господь посылает впереди Себя лучшего из людей // Русский дом. — 2013. — № 9. — С. 2
- Если бы Она не родилась // Русский дом. — 2013. — № 9. — С. 3
- Пути церкви и судьбы человечества // Русский дом. — 2013. — № 9. — С. 2
- Толерантное сопротивление? // Русский дом. — 2013. — № 9. — С. 48
- Они принадлежат той же Церкви, что и мы // Русский дом. — 2013. — № 11. — С. 2
- Если бы дано нам было увидеть свою жизнь со стороны вечности // Русский дом. — 2013. — № 11. — С. 3
- Возвращение к Ницше? // Русский дом. — 2013. — № 11. — С. 38-39
- Из чего рождаются гонения на церковь // Москва. — 2013. — № 11. — С. 232—233
- О воспитании детей / Протоиерей Александр Шаргунов // Русский дом. — 2013. — № 12. — С. 2-3
- Смысл истории // Русский дом. — 2013. — № 12. — С. 17
- Приглашение на царский пир // Русский дом. — 2013. — № 12. — С. 34-35
- О трёх тайнах спасения, возвещаемых ангелами рождественской ночи // Русский дом. — 2014. — № 1. — С. 2
- Духом святым и огнём // Русский дом. — 2014. — № 1. — С. 30
- С этой минуты нам принадлежит вечность // Русский дом. — 2014. — № 2. — С. 2
- Иметь не только вид благочестия, но более всего — силу его // Журнал Московской Патриархии. — 2014 — № 2. — С. 68-69.
- * С этой минуты нам принадлежит вечность // Русский дом. — 2014. — № 2. — С. 2
- Путь к великому посту // Русский дом. — 2014. — № 2. — С. 6-7
- Знамение абсолютной любви Бога к нам // Русский дом. — 2014. — № 3. — С. 3
- Перед сиянием света Благовещения // Русский дом. — 2014. — № 4. — С. 2-3
- Прощённая грешница // Русский дом. — 2014. — № 4. — С. 4-5
- Для чего был создан мир // Русский дом. — 2014. — № 4. — С. 27
- Как узнать от Бога ли учение Христово? // Русский дом. — 2014. — № 5. — С. 3
- «Посмотрите, что Он сделал со мною!» // Русский дом. — 2014. — № 5. — С. 32-33
- Троица — столица праздников // Русский дом. — 2014. — № 6. — С. 2-3
- У рая нет дверей // Русский дом. — 2014. — № 6. — С. 6
- Мы все — царственное священство // Русский дом. — 2014. — № 6. — С. 22
- Три разных участия в празднике // Русский дом. — 2014. — № 7. — С. 2
- Всё, что нужно иметь, — прощение и любовь // Русский дом. — 2014. — № 7. — С. 3
- Лжепророки, определившие XX век // Русский дом. — 2014. — № 7. — С. 7
- Для чего даётся нам гора Преображения // Русский дом. — 2014. — № 8. — С. 2
- В Богородичную Пасху, как на Пасху Господню // Русский дом. — 2014. — № 8. — С. 3
- Два «мировых порядка» // Русский дом. — 2014. — № 8. — С. 13-15; № 9. — С. 9-11
- Первая из искупленных Господом // Русский дом. — 2014. — № 9. — С. 2
- Крест воздвигается над миром // Русский дом. — 2014. — № 9. — С. 3
- Молитва Предтечи // Русский дом. — 2014. — № 9. — С. 24
- Новый ритм времени // Русский дом. — 2014. — № 10. — С. 3
- «Когда я немощен, тогда силён» // Русский дом. — 2014. — № 10. — С. 28-29; № 11. — С. 30-31
- Церковь не может отделить себя от боли мира // Русский дом. — 2014. — № 10. — С. 34-35
- На чём основан град Москва // Русский дом. — 2014. — № 11. — С. 2-3
- Именование и образ нашей Церкви // Русский дом. — 2014. — № 11. — С. 4
- «Видел сатану, спадшего с неба, как молнию» // Русский дом. — 2014. — № 11. — С. 22
- Православная культура и современная массовая культура : о новой книге протоиерея Александра Шаргунова // Москва. — 2015. — № 4. — С. 226—233
- Благодатная связь поколений // Русский дом. — 2014. — № 12. — С. 2
- За две недели до Рождества Христова // Русский дом. — 2014. — № 12. — С. 3
- Раскрытие тайны Воплощения Христова // Русский дом. — 2014. — № 12. — С. 32-33
- Снова сияет звезда Вифлеема // Русский дом. — 2015. — № 1. — С. 2-3
- Родословная Христа неотделима от нашей // Русский дом. — 2015. — № 1. — С. 4
- Истинное основание нашей правды // Русский дом. — 2015. — № 1. — С. 34
- Радость, исходящая от Креста // Русский дом. — 2015. — № 3. — С. 3
- Лучшая часть // Русский дом. — 2015. — № 3. — С. 30
- Между началом и концом — середина // Русский дом. — 2015. — № 3. — С. 31
- «Боже! Будь милостив ко мне грешнику!» // Русский дом. — 2015. — № 2. — С. 2
- Этот праздник будет продолжаться до Страшного Суда // Русский дом. — 2015. — № 2. — С. 3
- Не отвергающий зло отвергает Божие прощение // Русский дом. — 2015. — № 2. — С. 27
- Имя его — благодать // Русский дом. — 2015. — № 7. — С. 2
- Благовестники воскресшего Христа // Русский дом. — 2015. — № 7. — С. 3
- «Здесь начало истории Русской Церкви» : 1000 лет назад, почил святой равноапостольный великий князь Владимир Креститель // Русский дом. — 2015. — № 7. — С. 18-19
- Время ожидания // Русский дом. — 2015. — № 5. — С. 2
- Жизнь явилась, и мы видели её // Русский дом. — 2015. — № 5. — С. 3
- «Кто согрешил: он или родители его?» // Русский дом. — 2015. — № 5. — С. 26
- Дар благодати не устраняет горьких скорбей // Русский дом. — 2015. — № 8. — С. 2
- Её любовь и дела Её любви непрестанно возрастают // Русский дом. — 2015. — № 8. — С. 3
- Первый луч радости, которая будет всем людям // Русский дом. — 2015. — № 9. — С. 2
- Знамение Царства Христова // Русский дом. — 2015. — № 9. — С. 3
- И тот, и этот хлеб // Русский дом. — 2015. — № 10. — С. 8
- Избавительница от безбожия // Русский дом. — 2015. — № 10. — С. 45
- Искать звезду, которая ведёт ко Христу // Русский дом. — 2015. — № 11. — С. 2
- Не существует ничейного поля // Русский дом. — 2015. — № 11. — С. 3
- Зов Божий // Русский дом. — 2015. — № 12. — С. 2
- Нечаянная радость благодарения // Русский дом. — 2015. — № 12. — С. 3
- Отрада и Утешение // Русский дом. — 2016. — № 2. — С. 2
- Преодоление главного искушения // Русский дом. — 2016. — № 2. — С. 3
- Встреча с Богом : 15 февраля — Сретение Господне // Русский дом. — 2016. — № 2. — С. 6-7
- Страшный Суд уже начался // Русский дом. — 2016. — № 3. — С. 2
- Время Великого поста // Русский дом. — 2016. — № 3. — С. 3
- Безконечная минута молчания : 15 марта — годовщина смерти Валентина Григорьевича Распутина // Русский дом. — 2016. — № 3. — С. 22-23
- Глубина любви должна быть испытана // Русский дом. — 2016. — № 4. — С. 2
- От этого ответа зависело всё // Русский дом. — 2016. — № 4. — С. 3
- Праздник победителей смерти // Русский дом. — 2016. — № 5. — С. 2-3
- Апостол благодати и любви // Русский дом. — 2016. — № 5. — С. 27
- Время ожидания // Русский дом. — 2016. — № 6. — С. 3
- Дух дышит, где хочет // Русский дом. — 2016. — № 6. — С. 4
- Благодать нового рождения // Русский дом. — 2016. — № 7. — С. 2
- Где сейчас наша главная святыня // Русский дом. — 2016. — № 7. — С. 28-29
- Тайна света Христова // Русский дом. — 2016. — № 8. — С. 2
- Переход от смерти к жизни // Русский дом. — 2016. — № 8. — С. 3
- Наши иконы не «мемориальные доски» // Русский дом. — 2016. — № 8. — С. 26
- Радости первый луч // Русский дом. — 2016. — № 9. — С. 2
- Знак особого благоволения Божия // Русский дом. — 2016. — № 9. — С. 3
- «Боже, будь со мною!» : 14 сентября 1916 // Русский дом. — 2016. — № 9. — С. 22-23
- Русский праздник Покров // Русский дом. — 2016. — № 10. — С. 2
- Лучшая часть // Русский дом. — 2016. — № 10. — С. 3
- Знамение нашего спасения // Русский дом. — 2016. — № 11. — С. 2
- Икона Рождественского поста // Русский дом. — 2016. — № 11. — С. 3
- Со святыми упокой : 5 ноября — Димитровская родительская суббота // Русский дом. — 2016. — № 11. — С. 43
- Наше восхождение во Святое Святых // Русский дом. — 2016. — № 12. — С. 2
- Церковь всегда будет нуждаться в таких пастырях : 19 декабря — день памяти святителя и чудотворца Николая // Русский дом. — 2016. — № 12. — С. 34
- Сам Господь даст вам знамение // Русский дом. — 2016. — № 12. — С. 40
- На реках Вавилонских // Русский дом. — 2017. — № 2. — С. 2
- Торжество смирения // Русский дом. — 2017. — № 2. — С. 3
- Пограничная застава между Богом и человеком // Русский дом. — 2017. — № 2. — С. 25
- Время Великого поста // Русский дом. — 2017. — № 3. — С. 2
- Свет надежды в мире отчаяния // Русский дом. — 2017. — № 3. — С. 3
- Чудо божественной благодати : 5 марта — Торжество Православия // Русский дом. — 2017. — № 3. — С. 28-29
- Из какого дерева вырастают наши ваии // Русский дом. — 2017. — № 4. — С. 2
- «Да воскреснет Бог и расточатся врази Его!» // Русский дом. — 2017. — № 4. — С. 3
- Новое начало, которому не будет конца // Русский дом. — 2017. — № 4. — С. 32
- В свете этой звезды // Русский дом. — 2017. — № 1. — С. 2
- Мы родились от Бога // Русский дом. — 2017. — № 1. — С. 3
- Сын Божий и Сын человеческий // Русский дом. — 2017. — № 1. — С. 38
- Тот, кто мог устоять у Креста Христова // Русский дом. — 2017. — № 5. — С. 2
- Превыше неба // Русский дом. — 2017. — № 5. — С. 3
- Путь славы : 13 мая — день убиения иерея Игоря Розина // Русский дом. — 2017. — № 5. — С. 26-27
- Здесь рождается Церковь // Русский дом. — 2017. — № 6. — С. 2
- Какое разделение совершает Христос // Русский дом. — 2017. — № 6. — С. 3
- Воспринять святость наших святых и передать её другим // Русский дом. — 2017. — № 6. — С. 25
- Так подобает Церкви войти во славу Божию // Русский дом. — 2017. — № 7. — С. 2
- Почему Господь избрал просветителем Руси такого человека? // Русский дом. — 2017. — № 7. — С. 3
- Кто не любит Бога, не может быть мучеником // Русский дом. — 2017. — № 7. — С. 12-13
- Молитва на горе Фаворской // Русский дом. — 2017. — № 8. — С. 2
- Совершенная красота // Русский дом. — 2017. — № 8. — С. 3
- Сила исповеднической молитвы : к 20-летию со дня кончины протоиерея Григория Пономарёва // Русский дом. — 2017. — № 10. — С. 10-11 : портр. . — ISSN 19909802
- Величие и красота человеческой жизни // Русский дом. — 2017. — № 9. — С. 2
- Почему Крест Христов для одних — соблазн, а для других — безумие? // Русский дом. — 2017. — № 9. — С. 3
- Дело Христово проходит испытание в мире : слово в день памяти мучениц Веры, Надежды, Любови и матери их Софии // Русский дом. — 2017. — № 9. — С. 32-33
- Праздник Церкви небесной и земной // Русский дом. — 2017. — № 11. — С. 2
- От «Происхождения видов» до «улучшения человека» // Русский дом. — 2017. — № 11. — С. 14-15
- В скорбях и печалях // Русский дом. — 2017. — № 12. — С. 2
- Ради любви к миру // Русский дом. — 2017. — № 12. — С. 3
- Бог в нашей жизни // Русский дом. — 2017. — № 12. — С. 31
- Знамение Богомладенца // Русский дом. — 2018. — № 1. — С. 2
- Божие благоволение // Русский дом. — 2018. — № 1. — С. 3
- К ликованию о Рождестве // Русский дом. — 2018. — № 1. — С. 30
- Одно внешнее исповедание не спасает // Русский дом. — 2018. — № 2. — С. 3
- Возвращение грешника // Русский дом. — 2018. — № 2. — С. 32-33
- «Да» и «нет» Креста Господня // Русский дом. — 2018. — № 3. — С. 2
- Предел нашей беды — Божий час // Русский дом. — 2018. — № 3. — С. 3
- Сугубая похвала Пречистой : 24 марта — похвала Пресвятой Богородицы // Русский дом. — 2018. — № 3. — С. 40
- Преддверие Креста и Воскресения // Русский дом. — 2018. — № 4. — С. 2
- В Благовещении — тайна Великой Субботы // Русский дом. — 2018. — № 4. — С. 3
- На всех языках человеческих и ангельских Христос Воскресе!: 8 апреля — Светлое Христово Воскресение. Пасха // Русский дом. — 2018. — № 4. — С. 7
- Наша жизнь сокрыта со Христом в Боге // Русский дом. — 2018. — № 5. — С. 2
- Прежде чем говорить о восстановлении православной монархии : 18 мая 1868 года, 150 лет назад, родился император Николай II // Русский дом. — 2018. — № 5. — С. 18-20
- Дыхание жизни Божественной: 27 мая — День Святой Троицы, пятидесятница // Русский дом. — 2018. — № 5. — С. 27
- Облако свидетелей // Русский дом. — 2018. — № 6. — С. 2
- Отказ от покаяния — самый страшный грех // Русский дом. — 2018. — № 6. — С. 3
- Мы принадлежим Апостольской церкви // Русский дом. — 2018. — № 7. — С. 2
- Век без Царя // Русский дом. — 2018. — № 7. — С. 18-21
- Три великих праздника по дару чудотворной иконы // Русский дом. — 2018. — № 7. — С. 35
- Как совершается наше спасение // Русский дом. — 2018. — № 8. — С. 2
- Общее воскресение предваряя // Русский дом. — 2018. — № 8. — С. 3
- Не человеческое, а Божие дело: 6 августа — память Святых благоверных князей Бориса и Глеба // Русский дом. — 2018. — № 8. — С. 37
- Последнее испытание Предтечи // Русский дом. — 2018. — № 9. — С. 2
- Слава Божией Матери // Русский дом. — 2018. — № 9. — С. 3
- Нас ради человек // Русский дом. — 2018. — № 9. — С. 15
- Законна власть закона, а не власть силы: 3-4 октября — 25 лет со дня расстрела дома Советов // Русский дом. — 2018. — № 10. — С. 2-4
- Прежде Рождества и по Рождестве Дева // Русский дом. — 2018. — № 10. — С. 5
- Слёзы Царицы Небесной // Русский дом. — 2018. — № 10. — С. 28-29
- Царство Небесное — это где ангелы, дети и святые // Русский дом. — 2018. — № 11. — С. 2
- Милосердие и рассудительность // Русский дом. — 2018. — № 11. — С. 3
- «Следуй за Мною» // Русский дом. — 2018. — № 11. — С. 11
- Можно ли молиться за царя Ирода? // Радонеж: православное обозрение. 2018. — № 9 (304). — С. 8—9.
- Будущее уже родилось // Русский дом. — 2019. — № 1. — С. 2
- Между небом и землёй течёт река // Русский дом. — 2019. — № 1. — С. 23
- Дней связующая нить // Русский дом. — 2019. — № 1. — С. 28-29
- Тайна послушания Богу и Церкви // Русский дом. — 2019. — № 2. — С. 2
- Тайна человеческой свободы // Русский дом. — 2019. — № 2. — С. 42-43
- «Покаяния отверзи ми двери, Жизнодавче» // Русский дом. — 2019. — № 2. — С. 46
- Когда завершится история человечества // Русский дом. — 2019. — № 3. — С. 2-3
- Благословение на Великий пост // Русский дом. — 2019. — № 3. — С. 22-23
- Благовещение — значит скоро Пасха // Русский дом. — 2019. — № 4. — С. 2
- Теперь его час пришёл // Русский дом. — 2019. — № 4. — С. 3
- Переход человека к Богу и Бога к человеку // Русский дом. — 2019. — № 4. — С. 28
- Начало времени Церкви // Русский дом. — 2019. — № 6. — С. 2
- Новое творение человека // Русский дом. — 2019. — № 6. — С. 3
- Быть верными Господу // Русский дом. — 2019. — № 6. — С. 34
- Боголюбивая Царица // Русский дом. — 2019. — № 7. — С. 2-3
- Не мы выбираем храмы, а храмы выбирают нас // Русский дом. — 2019. — № 7. — С. 21 : фот. . — ISSN 19909802
- Как победить мир для Христовой любви // Русский дом. — 2019. — № 7. — С. 31
- Дар благодати не устраняет скорбей // Русский дом. — 2019. — № 8. — С. 2
- Радость быть верными Господу // Русский дом. — 2019. — № 8. — С. 3
- Приношение человечества Богу // Русский дом. — 2019. — № 9. — С. 2
- О сегодняшнем распинании Христа // Русский дом. — 2019. — № 9. — С. 3 : фот. . — ISSN 19909802
- «Если бы не милосердие Божией Матери, то я давно бы погиб» // Русский дом. — 2019. — № 9. — С. 41
- Быть от Бога или быть от мира // Русский дом. — 2019. — № 10. — С. 2
- Вольное принятие смерти // Русский дом. — 2019. — № 10. — С. 3
- Чудо Покрова Пресвятой Богородицы // Русский дом. — 2019. — № 10. — С. 30-31
- Высота смиренномудрия // Русский дом. — 2019. — № 11. — С. 3

- О церкви, России, нравственном мире: сборник статей. — М.: Рарогъ, 1993. — 128 с. (с Владиславом Свешниковым)
- Новый мученик за Христа воин Евгений. — М.: Издат. дом «Новая книга», 1995. — 61 с. — ISBN 5-7850-1868-1
  - Новый мученик за Христа воин Евгений. — 3-е изд. — М.: Ковчег, 2004. — 61, [2] с. — ISBN 5-7850-1868-1
- Проповеди и выступления: проповеди; материалы Марфо-Мариинской обители; статьи, полемические выступления. — М.: Арвик, 1995. — 504 с.
- Чудеса царственных мучеников / собрал и сост. протоиерей Александр Шаргунов. — М.: Новая книга; СПб.: Царское Дело, 1995. — 95 с.
- Новые чудеса Царственных мучеников. — М.: Новая книга, 1996. — 128 с. — ISBN 5-7850-0025-3
- Богом прославленный Царь. — М.: Новая книга, 1997. — 224 с. : цв. ил. икон. — (Чудеса Царственных Мучеников ; 3). — ISBN 5-7850-0069-5
- Пророческое служение в России: доклад на Сергиев. чтениях 5 декабря 1996 г., посвящ. памяти владыки Иоанна, митрополита С.-Петербургского и Ладожского — М.: Новая книга, 1998. — 30 с. — ISBN 5-7850-0077-6
- Царственные мученики в воспоминаниях верноподданных. — М.: Сретенский монастырь: Новая книга: Ковчег, 1999. — 590 с. — (Библиотека изд-ва «Ковчег»). — ISBN 5-7850-0099-7
- О значении канонизации Царственных мучеников. — М.: Новая книга, 1999. — 30, [1] с. — 25 000 экз. — ISBN 5-7850-0061-2
- Великий пост. Проповеди 1996—1998 гг. Проповеди разных лет : проповеди в храме. — М.: Новая книга; Курган: Звонница, 1999. — 574, [1] с.
- Рождественский пост : проповеди в храме. — М.: Новая книга; Курган: Звонница, 1999. — 414, [1] с. — ISBN 5-7850-0096-2
- Православная монархия и новый мировой порядок. — М.: Новая книга, 2000. — 220 с. — 15 000 экз. — ISBN 5-7850-1867-3
- Слово на праздник Успения Пресвятой Богородицы // Проповеди московских священников. — М.: Ковчег: Новая книга: Трифонов Печенгский монастырь, 2000. — 302, [1] с. — (Библиотека изд-ва «Ковчег»).
- Новые мученики Российские и чистота Православия; [худож. С. Володченко]. — М.: Новая книга, 2000. — 30, [1] с. : цв. ил. икон. — 25 000 экз. — ISBN 5-7850-0081-4
- Воскресные проповеди : проповеди в храме. — М.: Хронос-Пресс, 2001: Т. 1. — 542, [1] с. — ISBN 5-85482-062-X; Т. 2. — 414, [1] с. — ISBN 5-85482-063-3
- Подвижники Марфо-Мариинской обители милосердия. Преподобномученица Великая Княгиня Елизавета Фёдоровна. Преподобный Сергий Исповедник (протоиерей Митрофан Васильевич Сребрянский). — М.: Хронос-Пресс, 2001. — 141, [2] с. — ISBN 5-85482-024-2
- Чудеса царственных мучеников : в 2 т. / собрал и сост. протоиерей Александр Шаргунов; [по благословению Михаила, епископа Курганского и Шадринского]. — М.: Хронос-Пресс; Курган; Звонница, 2001. — 5000 экз. — Т. 1. — 623 с. — ISBN 5-85482-059-5; Т. 2. — 399 с. — ISBN 5-85482-060-9
- Последнее оружие. — М.: Русский дом, 2004. — 320 с. — ISBN 5-901505-09-3
  - Последнее оружие. — М.: Русский дом, 2005. — 318 с. — (Русский дом). — ISBN 5-901505-09-3
  - Последнее оружие. — М.: Русский дом, 2008. — 318 с.
- Рождество Христово: проповеди в храме. — [Б. м.]: Свято-Троицкая Сергиева лавра, 2004. — 144 с.
- Преображение Господне : проповеди в храме. — Сергиев Посад: Свято-Троицкая Сергиева лавра, 2004. — 128 с.
- Вознесение Господне: проповеди в храме. — Сергиев Посад : Свято-Троицкая Сергиева Лавра, 2004. — 110 с.
- Воздвижение Креста Господня: проповеди в храме. — Сергиев Посад: Свято-Троицкая Сергиева лавра, 2004. — 126 с.
- Введение во Храм Пресвятой Богородицы: проповеди в храме. — [Б. м.]: Свято-Троицкая Сергиева лавра, 2004. — 144 с.
- Вход Господень в Иерусалим: проповеди в храме. — [Б. м.]: Свято-Троицкая Сергиева лавра, 2004. — 112 с.
- Сретение Господне: проповеди в храме. — [Б. м.]: Свято-Троицкая Сергиева лавра, 2004. — 144 с.
- День Святой Троицы. Пятидесятница: проповеди в храме. — Сергиев Посад: Свято-Троицкая Сергиева лавра, 2004. — 126, [1] с.
- Рождество Пресвятой Богородицы: проповеди в храме. — [Б. м.]: Свято-Троицкая Сергиева лавра, 2004. — 112 с.
- Успение Пресвятой Богородицы: проповеди в храме. — [Б. м.]: Свято-Троицкая Сергиева лавра, 2004. — 128 с.
- Двунадесятые праздники: проповеди в храме. — [Б. м.]: Свято-Троицкая Сергиева лавра, 2007. — 634 с.
- Евангелие дня : в 2 т. — М.: Издательство Сретенского монастыря, 2008. — Т. 1. — 703 с. — ISBN 978-5-7533-0167-3; Т. 2. — 623 с. — ISBN 978-5-7533-0168-0
  - Евангелие дня: в 2 т. — М.: Издательство Сретенского монастыря, 2010. — Т. 1. — 704 с. — ISBN 978-5-7533-0377-6; Т. 2. — 624 с. — ISBN 978-5-7533-0378-3
  - Евангелие дня: толкование Евангелия на каждый день богослужебного года. — 3-е изд. — СПб.; М.: Отчий дом, 2018. — (Проект Вячеслава Заренкова Созидающий мир).
- Миражи любви и Церковь. — М.: Русский дом, 2009. — 384 с. — ISBN 978-5-901505-17-5
  - Миражи любви и Церковь. — 2-е изд. — М.: Русский дом, 2014. — 383 с. — ISBN 978-5-901505-27-4
- Миражи любви и мир. — М.: Русский дом, 2010. — 414 с. — ISBN 978-5-901505-21-2
- Вчера и сегодня. От преподобномученицы Великой княгини Елизаветы до мучеников и исповедников наших дней. — Сергиев Посад: Свято-Троицкая Сергиева лавра, 2011. — 542 с. — ISBN 978-5-903102-61-7
- Великая тайна причащения. — М.: Данилов мужской монастырь: Даниловский благовестник, 2011. — 205 с. : ил. — ISBN 978-5-89101-439-8
  - Великая тайна причащения. — М.: Даниловский благовестник, 2013. — 205 с. — ISBN 978-5-89101-439-8
- Перед Крестом и Евангелием. — М.: Данилов мужской монастырь: Даниловский благовестник, 2012. — 317 с. — ISBN 978-5-89101-470-1
- Крест и Воскресение. — М.: Данилов мужской монастырь: Даниловский благовестник, 2012. — 494 с. — ISBN 978-5-89101-478-7
- Царь. — Златоуст, Челябинская обл.: Издательство Златоуст, 2013. — 446 с. — ISBN 978-5-00-022001-5
  - Царь: книга о святых царственных страстотерпцах. — 2-е изд., испр. и доп. — М.: Издательство Сретенского монастыря, 2018. — 782, [1] с. : ил., портр. — ISBN 978-5-7533-1456-7. — 3000 экз.
- Культура и антикультура. — М.: Издательство Сретенского монастыря, 2014. — 447 с. — ISBN 978-5-7533-0922-8
- Перед Пасхальным Судом Слова: воскресные проповеди в храме. — Сергиев Посад: Свято-Троицкая Сергиева лавра, 2014. — Т. 1. — 2014. — 392 с. — ISBN 978-5-00-009055-8; Т. 2. — 2014. — 369 с. — ISBN 978-5-00-009056-5
- Рождественский пост: от звезды Вифлеема к свету Богоявления. — Сергиев Посад: Свято-Троицкая Сергиева лавра, 2017. — 292 с. — ISBN 978-5-00-009159-3. — 1500 экз.

интервью
- Великий раскол // Литературная газета. — 2004, 22 сент. — № 37.

## Награды
- Орден преподобного Сергия Радонежского III степени (1987)
- Медаль «В память 850-летия Москвы» (1997)
- Орден святителя Макария Московского III степени (2010)